# Brăești (gmina w okręgu Buzău)
Brăești – gmina w Rumunii, w okręgu Buzău. Obejmuje miejscowości Brăești, Brătilești, Goidești, Ivănețu, Pinu, Pârscovelu i Ruginoasa. W 2011 roku liczyła 2399 mieszkańców.